# Ordine Imperiale del Doppio Dragone
L'Ordine Imperiale del Doppio Dragone era un ordine cavalleresco dell'Impero cinese.

## Storia
L'Ordine venne fondato dall'Imperatore Guangxu il 7 febbraio 1882 per ricompensare degnamente quegli stranieri che si fossero distinti a favore del trono e dello stato cinese.
Nel 1908, per statuto imperiale, l'Ordine venne esteso nella concessione anche ai membri dell'Impero cinese.
Le insegne dell'Ordine sono chiaramente ispirate alle onorificenze concesse dagli stati occidentali a cui la Cina si stava sempre più avvicinando sul finire dell'Ottocento. La scelta del simbolo del drago è importante in quanto in Cina esso è un simbolo mitologico notoriamente vicino alla famiglia imperiale e collegato anche direttamente all'imperatore (la dinastia Qing lo utilizzerà anche nella bandiera ufficiale di stato), oltre ad essere portatore di pioggia e fertilità. La natura del drago inoltre, tramite tra cielo e terra, potrebbe essere anche spiegabile con la teoria del "mandato celeste" ricevuto dall'Imperatore per governare.

## Gradi
L'Ordine disponeva essenzialmente di tre gradi di benemerenza, a loro volta suddivisi in alcuni gradi minori con specifiche distinzioni di assegnazione:
- I classe
  - I grado (Sovrani regnanti)
  - II grado (Principi e membri di altre case regnanti)
  - III grado (Ammiragli, feldmarescialli e ministri di stato)
- II classe
  - I grado (Ammiragli, generali, ministri plenipotenziari e ranghi equivalenti)
  - II grado (Vice-ammiragli, luogotenenti generali, ministri residenti, chargé d'affaires, ispettori generali, ecc.)
  - III grado (Contrammiragli, Maggiori generali, consoli generali, primi segretari, presidi di scuole, ecc.)
- III classe
  - I grado (Capitani di marina, colonnelli, secondi segretari, attachés, professori, ecc.)
  - II grado (Comandanti di marina, luogotenenti colonnelli, viceconsoli, etc)
  - III grado (luogotenenti comandanti e luogotenenti di marina, maggiori, capitani, interpreti di consolato, ecc.)
- IV classe (soldati e marinai)
- V classe (artigiani, commercianti e simili)

## Insegne
La medaglia e la placca potevano essere di differenti forme e fatture a seconda dei molteplici gradi dell'Ordine. La prima classe era composta di una placca avente per emblema due dragoni controrampanti in oro su sfondo azzurro ed era l'unica portata direttamente al collo senza l'ausilio di altri emblemi. Per le altre classi, solitamente, vi era una medaglia da portare al collo ed una placca da petto di forme raggianti.
Il nastro ufficiale, definito solo dopo il 1908, era viola scuro.

## Insigniti notabili
- Enrico di Prussia (2ª classe, I grado)
- Rudolf Stöger-Steiner von Steinstätten
- Christian Michelsen
- Camillo Romano Avezzana
- João Vieira Lins Cansanção de Sinimbu, visconte di Sinimbu, 23º Primo Ministro del Brasile